# Gnaphosa antipola
Gnaphosa antipola är en spindelart som beskrevs av Chamberlin 1933. Gnaphosa antipola ingår i släktet Gnaphosa och familjen plattbuksspindlar. Inga underarter finns listade i Catalogue of Life.